# Viaggio nel Cilento
Viaggio nel Cilento. Gli uomini, le donne, i paesi, la terra, i fiumi, i monti è un'opera scritta da Cosimo De Giorgi e pubblicata la prima volta nel 1882 con titolo originario Da Salerno al Cilento.
Nella primavera e nell'estate del 1881, su incarico del Regio Corpo delle Miniere, Cosimo De Giorgi effettua l'esplorazione dei distretti di Campagna e Vallo della Lucania, con lo scopo di elaborare una mappa geologica del territorio.
Le esperienze maturate dallo studioso nel corso della sua spedizione confluiranno nell'opera in esame che costituisce uno dei primi esempi della letteratura di viaggio in Italia.
Nella sua opera l'autore pugliese non si limitò ad annotare solo la geologia, ma fece un'attenta analisi sociologica delle condizioni di vita e di lavoro degli uomini e delle donne, dei contadini e dei galantuomini, dell'agricoltura, della cultura, dell'igiene, riportando anche le vicende storiche che interessarono il Cilento in quegl'anni.
Nel riportare le caratteristiche del territorio, inoltre, l'autore analizza le problematiche della regione, come i collegamenti stradali da un paese all'altro.